# Oxyopes chapini
Oxyopes chapini là một loài nhện trong họ Oxyopidae.
Loài này thuộc chi Oxyopes. Oxyopes chapini được Roger de Lessert miêu tả năm 1927.